# Poznanovec
Poznanovec is een plaats in de gemeente Bedekovčina in de Kroatische provincie Krapina-Zagorje. De plaats telt 980 inwoners (2001).